# ALinux
aLinux este o distribuție de Linux bazată pe RPM.